# Brojce
Brojce (deutsch Broitz) ist ein Dorf mit Sitz einer Landgemeinde in der polnischen Woiwodschaft Westpommern und gehört zum Powiat Gryficki (Kreis Greifenberg i. Pom.).

## Geographische Lage
Die Ortschaft  liegt an der Molstow in Hinterpommern, etwa zwölf Kilometer nordöstlich von Gryfice (Greifenberg in Pommern) und 80 Kilometer nordöstlich von Stettin.  Die Entfernung  zur hinterpommerschen Ostseeküste bei Mrzeżyno (Deep) beträgt 27 Kilometer.

### Geschichte
Im Jahr 1290 ging Broitz in den Besitz von Johann von Broitz über, der ein Bruder des Belbucker Abtes Thitbold von Broitz war. Später wurde das Gutsdorf Broitz ein Lehen der Familie Manteuffel und in vier Rittersitze aufgeteilt. In der folgenden Zeit änderten sich die Besitzverhältnisse noch mehrfach. Vor 1784 gehörten zu Broitz zwei Vorwerke, eine Korn- und Schneidemühle und die Hammelschäferei Katharinenhof (das spätere Vorwerk Corvin), darüber hinaus gab es in Broitz sechs Bauern, einen Halbbauern, zwei Kossäten, ein Wirtshaus, eine Schmiede, einen Schulmeister und insgesamt zwanzig Haushaltungen. Vor 1870 gab es in Broitz neben dem Rittergut sechs Bauern, einen Halbbauern, zwei Kossätenhöfe, ein Wirtshaus, eine Schmiede, und der Dorflehrer war gleichzeitig der Küster.

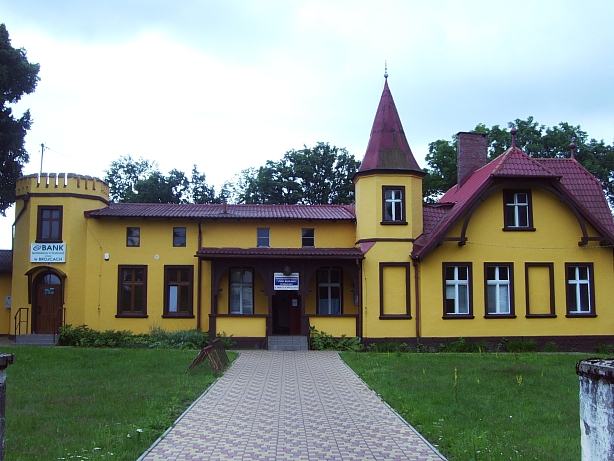
Gebäude der ehemaligen Pommerschen Landbank

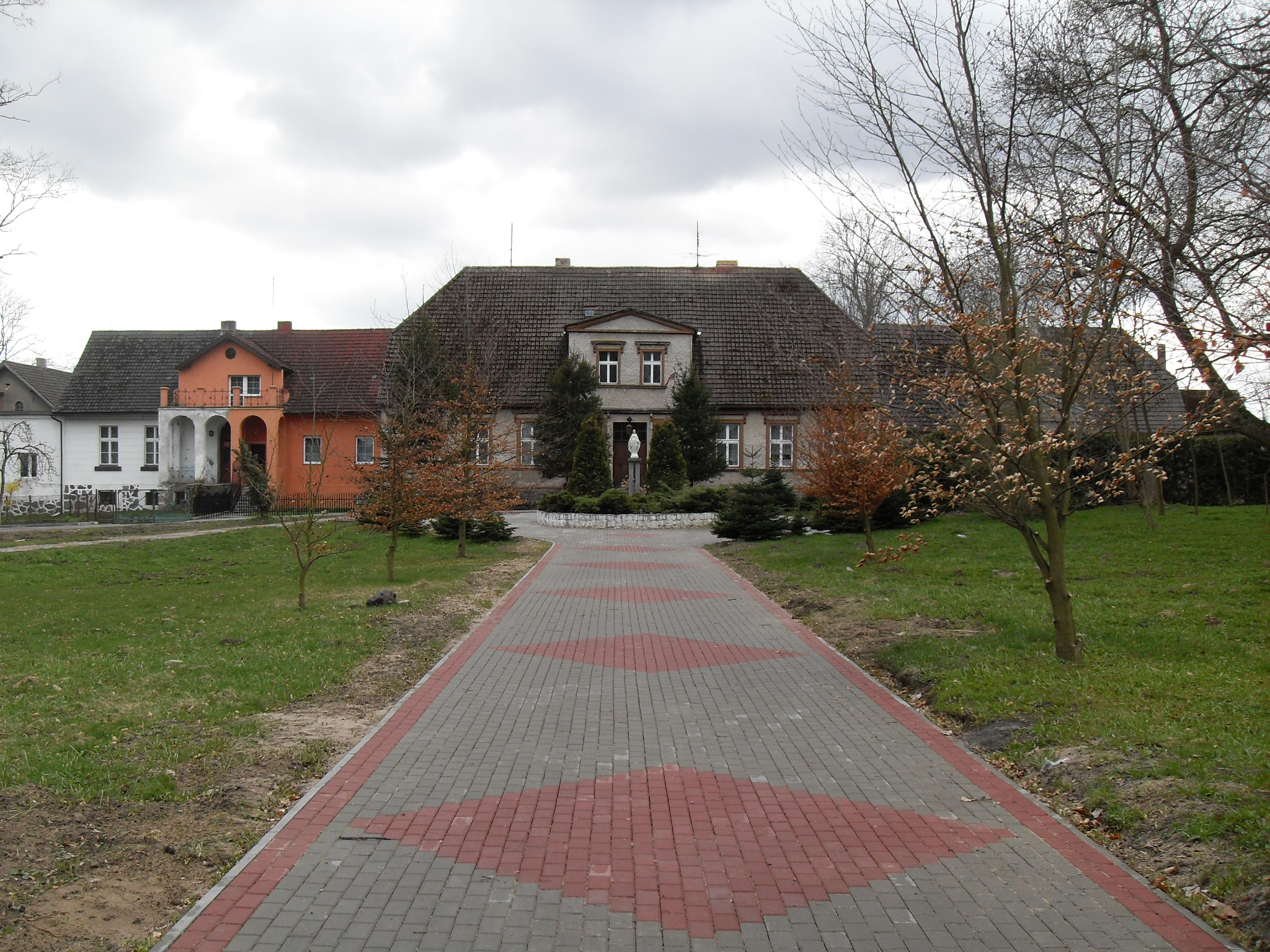
Ehemaliges Gutshaus

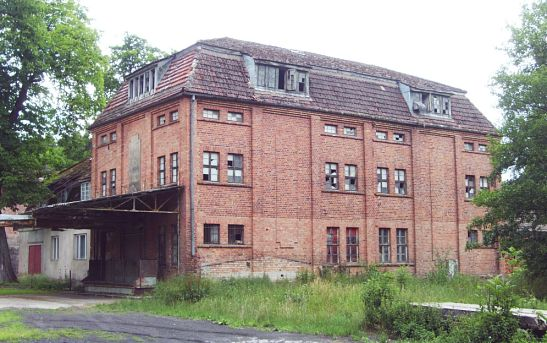
Mühle an der Molstow im Dorf

Im Jahr 1871 lebten im Gutsbezirk, der eine Fläche von 3.706 Morgen aufwies, 316 Einwohner in 50 Familien. 1903 konnten sich die Erben der letzten Gutsbesitzerfamilie Zander (ehemals Verwalter des Gutes) nach dem Ableben des Gutsbesitzers nicht einigen, so dass das Gut an die Pommersche Landbank verkauft wurde, die das Gut aufteilte. Das ehemalige Herrenhaus verschenkten die Erben an die Kirche, die es zu ihrem Pfarrhaus machte.
Bis 1945 gehörte Broitz zum Landkreis Greifenberg i. Pom. im Regierungsbezirk Stettin der Provinz Pommern. Broitz war nach Deep die zweitgrößte Landgemeinde im Landkreis Greifenberg.
Zusammen mit den Dörfern Dummadel, Lübsow, Prust, Radduhn, Schellin, Stölitz und Wendisch Pribbernow gehörte Broitz zum Amts- und Standesamtsbezirk Dummadel.
Kurz vor Ende des Zweiten Weltkriegs wurde Broitz am 8. März 1945 von der Sowjetarmee eingenommen und besetzt. Nach Kriegsende kam Broitz an Polen. Die Ortschaft wurde in Brojce umbenannt und die deutsche Bevölkerung in der Folgezeit vertrieben.
Das Dorf liegt heute im Powiat Gryficki in der Woiwodschaft Westpommern (1975 bis 1998 Woiwodschaft Stettin). Der Ort ist Sitz der gleichnamigen Landgemeinde.

### Demographie
| Jahr | Einwohnerzahl | Anmerkungen                                                                                  |
| ---- | ------------- | -------------------------------------------------------------------------------------------- |
| 1822 | 230           | [ 5 ]                                                                                        |
| 1861 | 370           | davon 55 in dem Kirchdorf und 315 auf dem Rittergut                                          |
| 1867 | 403           | am 3. Dezember, davon 87 im Kirchdorf und 316 auf dem Rittergut                              |
| 1871 | 424           | am 1. Dezember, davon 83 im Kirchdorf und 341 auf dem Rittergut, ausschließlich Evangelische |
| 1905 | 580           |                                                                                              |
| 1910 | 625           | am 1. Dezember                                                                               |
| 1933 | 822           | [ 10 ]                                                                                       |
| 1939 | 858           | [ 10 ]                                                                                       |

| Jahr | Einwohner | Anmerkungen |
| ---- | --------- | ----------- |
| 2009 | 1248      |             |
| 2013 | ca. 1200  | [ 11 ]      |

### Kirche

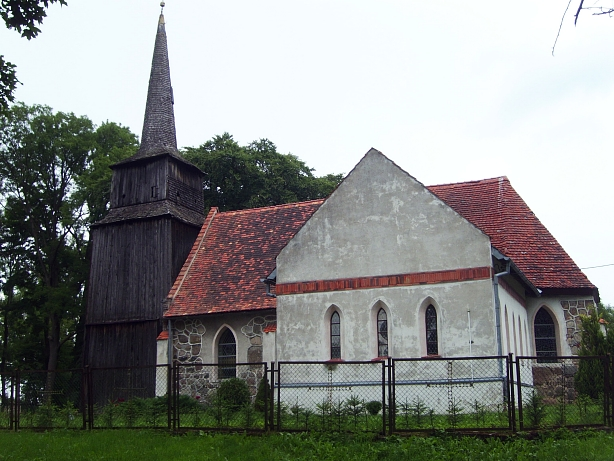
Dorfkirche, bis 1946 evangelische Kirche von Broitz

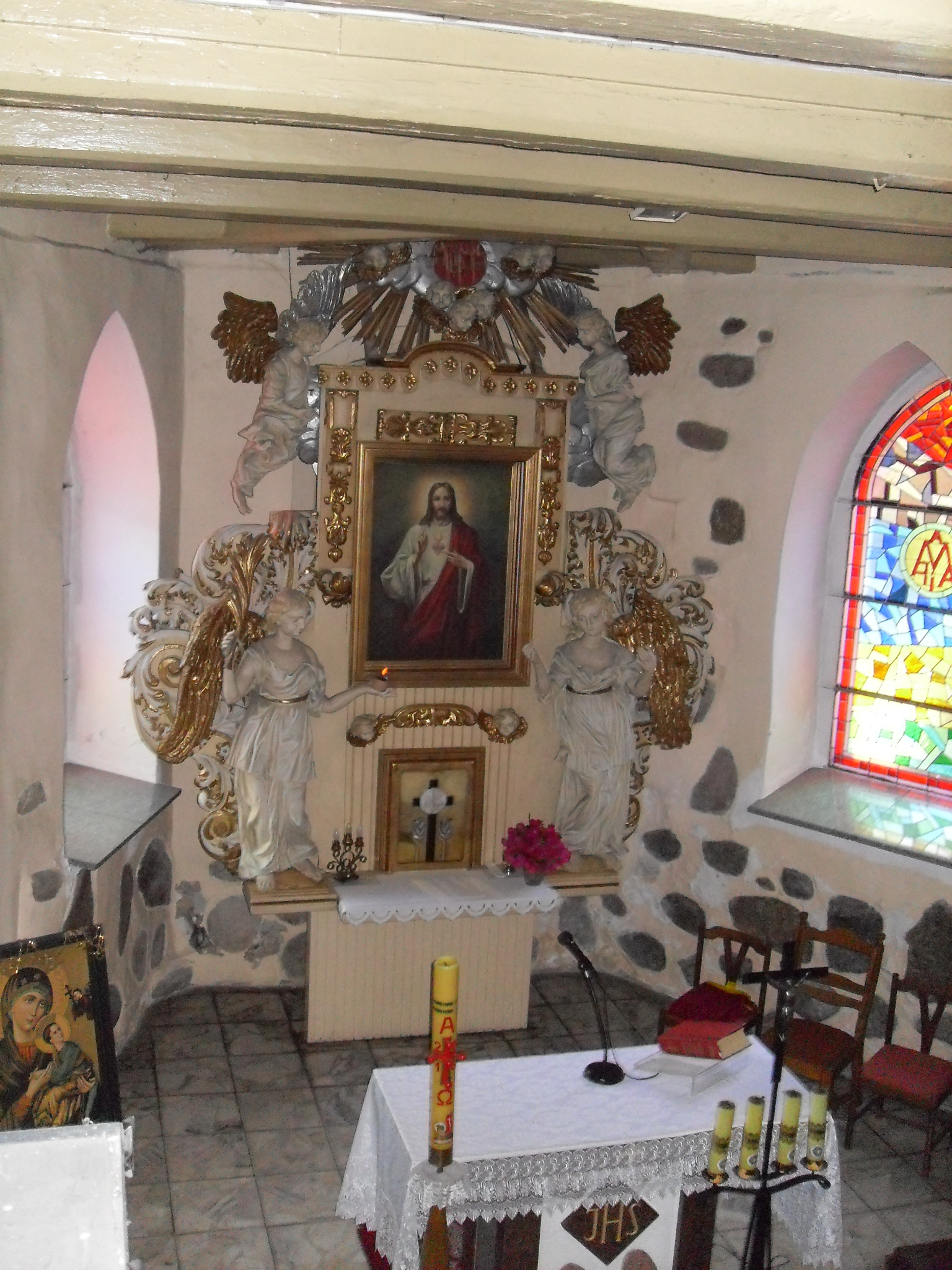
Kanzelstuhl mit Barockschnitzereien

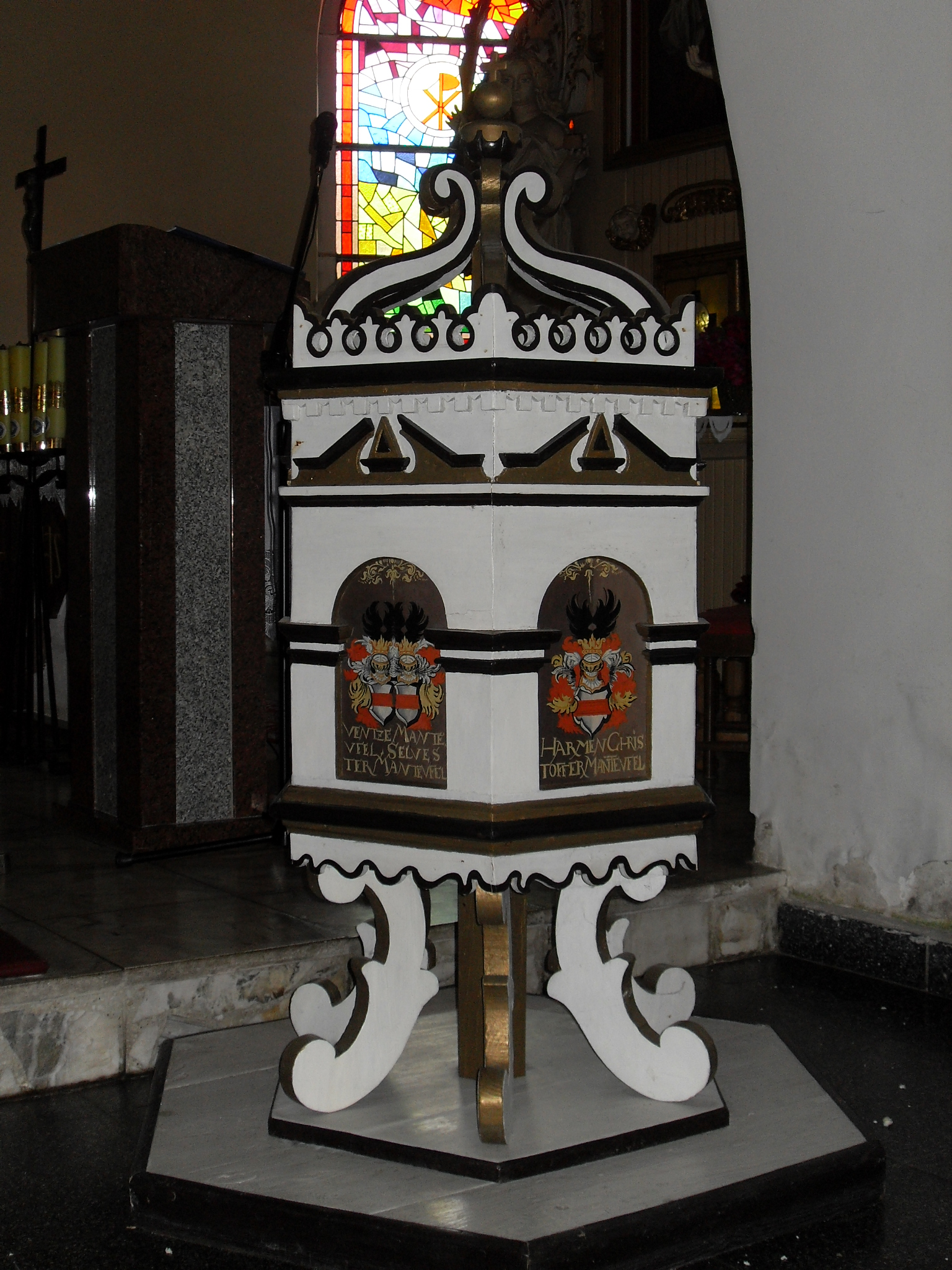
Stiftertaufbecken in der Dorfkirche

Die Dorfkirche stammt aus der zweiten Hälfte des 15. Jahrhunderts. Im Laufe seiner Geschichte wurde das Gotteshaus mehrfach restauriert, im Jahre 1866 erweitert und in den 1980er Jahren einer Grundüberholung ausgesetzt. Der markante Glockenturm aus Holz steht an der Westseite der Kirche. Neben dem Kanzelstuhl mit zwei lebensgroßen Engelstatuen und Barockschnitzereien gehört ein Taufstein in einer Form aus Zeiten der Renaissance zu den wertvollen Ausstattungen in den Kirchenräumen. Das Taufbecken trägt die Namen der Stifterfamilien Manteuffel und Blücher und ist heute nach erfolgter Restaurierung wieder zu besichtigen.
Vor 1945 waren die Ortsbevölkerung überwiegend evangelischer Konfession. Bis Ende des 19. Jahrhunderts war Broitz ein Filialort im Kirchspiel Kölpin (heute polnisch: Kiełpino), wurde dann eine selbständige Kirchengemeinde mit der Filialkirche Prust (Pruszcz) sowie den Orten Dummadel (Tąpadły) und Wendisch Pribbernow (Przybiernowo). Im Jahre 1940 zählte das gesamte Kirchspiel Broitz 1.305 Gemeindeglieder. Es gehörte zum Kirchenkreis Greifenberg i. Pom. im Ostsprengel der Kirchenprovinz Pommern der Kirche der Altpreußischen Union. Letzter deutscher Geistlicher war Pfarrer Friedrich Krummheuer.
Seit 1945 ist die Einwohnerschaft von Brojce fast ausnahmslos katholischer Konfession. Der Ort ist wieder Sitz einer Pfarrei und trägt – wie die Kirche – den Namen Najświętszego Serca Pana Jezusa. Sie gehört zum Dekanat Gryfice im Erzbistum Stettin-Cammin der Katholischen Kirche in Polen. Hier lebende evangelische Kirchenglieder sind dem Pfarramt in Stettin der Diözese Breslau in der Evangelisch-Augsburgischen Kirche in Polen zugeordnet. Gottesdienstort ist die Johanneskirche (kościół św. Jana) in Trzebiatów (Treptow a.d. Rega).

## Gemeinde

### Allgemeines

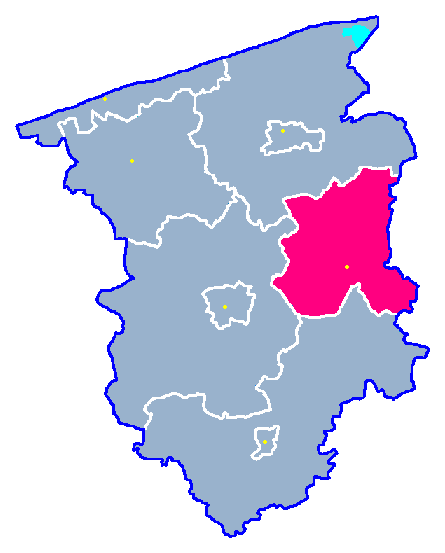
Die Lage der Gmina Brojce im Powiat Gryficki

Die Landgemeinde Brojce liegt im Osten des Powiat Gryficki im Norden der Woiwodschaft Westpommern (1975–1998 Woiwodschaft Stettin). Sie umfasst eine Fläche von 118 km², was 11,6 % der Gesamtfläche des Powiat Gryficki entspricht. Mit 3.687 Menschen steht sie einwohnermäßig an der 98. Stelle der 114 Gemeinden der Woiwodschaft Westpommern. Nachbargemeinden sind:
- Gryfice (Greifenberg i. Pom.), Płoty (Plathe) und Trzebiatów (Treptow a.d. Rega) im Powiat Gryficki, und
- Rymań (Roman) sowie Siemyśl (Simötzel) im Powiat Kołobrzeski (Kreis Kolberg).

Die Gmina Brojce wird von Süden nach Norden von der Mołstowa (Molstow) durchzogen, die am Nordrand der Gemeinde bei Bielikowo (Behlkow) in die Rega mündet. Im Gemeindegebiet gilt die einheitliche Postleitzahl 72-304.

### Gemeindegliederung
Die Gmina Brojce ist in 18 Ortschaften unterteilt, die sich 11 Ortsteilen („Sołectwo“) zuordnen:
- Ortsteile:

| - Bielikowo (Behlkow) - Brojce (Broitz) - Dargosław (Dargislaff) - Darżewo (Darsow) - Kiełpino (Kölpin) - Mołstowo (Molstow) | - Pruszcz (Prust) - Przybiernowo (Wendisch Pribbernow) - Strzykocin (Streckenthin) - Tąpadły (Dummadel) - Żukowo (Suckowshof). |

- Übrige Ortschaften: Cieszyce (Karolinenhof), Grąd (Grandhof), Łatno (Altendorf), Mołstówko, Raciborów (Vogelsang), Smokęcino (Schmuckenthin), Stołąż (Stölitz) und Uniestowo (Nestau).

Im Gemeindegebiet liegt ferner die Ortswüstung Kiełpinko (Neukölpin).

### Verkehr

#### Straße
Bindeglied der Orte der Gmina Brojce ist die Woiwodschaftsstraße 105, die das Gemeindegebiet von West nach Ost durchzieht und mit der Kreisstadt Gryfice sowie der bedeutenden Verkehrsachse Landesstraße 6 (ehemalige Reichsstraße 2, heutige Europastraße 28 bei Rzesznikowo (Reselkow)) verbindet. Die übrigen Orte sind durch Nebenstraßen an die DW 105 angebunden.

#### Eisenbahn
In der Gemeinde Brojce gibt es keine Bahnanbindung. Die nächste Bahnstation ist Gąbin (Gummin) bereits auf dem Territorium der Gmina Trzebiatów (Treptow a.d. Rega).
Seit 1898 war das Gebiet der heutigen Gmina Brojce durch eine Bahnstrecke der Greifenberger Kleinbahn an das pommersche Bahnnetz angeschlossen. Die Strecke führte von Greifenberg i. Pom. (Gryfice) über Dummadel (Tąpadły) nach Dargislaff (Dargosław) und weiter bis Treptow a.d. Rega (Trzebiatów). Sechs heutige Gemeindeorte lagen an dieser Strecke, die in den 1980er Jahren stillgelegt wurde.